# Groombridge 1830
Groombridge 1830 eller HD 103095 eller Argelanders stjärna, är en ensam stjärna i södra delen av stjärnbilden Stora björnen. Den har en skenbar magnitud av ca 6,44 och är mycket svagt synlig för blotta ögat där ljusföroreningar ej förekommer. Baserat på parallax enligt Gaia Data Release 2 på ca 109,0 mas beräknas den befinna sig på ett avstånd av ca 30 ljusår (ca 9,18 parsec) solen. Den rör sig närmare solen med en heliocentrisk radialhastighet av ca -98 km/s.

## Observation
Groombridge 1830 är en gul underdvärg av klass G8, katalogiserad av den brittiske astronomen Stephen Groombridge med Groombridge Transit Circle mellan 1806 och 1830-talet och publicerad postumt i hans Catalog of Circumpolar Stars (1838). Stjärnans stora egenrörelse noterades 1842 av Friedrich Wilhelm Argelander.
En gång misstänkt för att vara en dubbelstjärna med en omloppsperiod på 175 dygn, är nuvarande konsensus att den är singel. Tidigare observationer av en misstänkt följeslagare var förmodligen "superflares" - analoga med solens protuberanser, men hundratals till miljoner gånger mer energiska. Den hade en av de första nio identifierade superflarerna.
När den upptäcktes hade den den största egenrörelsen av alla kända stjärnor, och ersatte 61 Cygni i den jämförelsen. Senare sjönk den till andra plats efter upptäckten av Kapteyns stjärna, och ännu senare till tredje plats efter upptäckten av Barnards stjärna. Den är dock betydligt mer avlägsen än någon av dessa stjärnor, vilket betyder att dess förflyttningshastighet är högre.

## Egenskaper
Groombridge 1830 är en gul subdvärg av spektralklass G8 Vip, Den har en massa av ca 0,66 solmassa, en radie av ca 0,68 solradie och utsänder energi från dess fotosfär motsvarande ca 0,21 gånger solen vid en effektiv temperatur av ca 4 800 K. Stjärnan ingår i den galaktiska halon; sådana stjärnor står bara för 0,1 till 0,2 procent av stjärnorna nära solen. Liksom de flesta halostjärnor har den ett lågt överskott av andra element än väte och helium - vad astronomer kallar en metallfattig stjärna.